# 馬場ふみか
馬場 ふみか（ばば ふみか、1995年〈平成7年〉6月21日 - ）は、日本の女優、グラビアモデル、ファッションモデル、タレント。
新潟県新潟市出身。ネイムマネジメント（旧エリートジャパン）所属。

## 略歴
10歳の時にキッズ劇団「APRICOT」に所属し、15歳までレッスンを受けていた。14歳の時、地元である新潟の路上にてスカウトされ、地元フリーペーパー『新潟美少女図鑑』のモデルとして活動を始める。ここでの活動をきっかけにして女優になりたいという思いを強くしていく。
2014年、高校在学中に映画『パズル』に出演、高井サヤカ役で女優デビュー。同年放送の『仮面ライダードライブ』（テレビ朝日）のメディック役でテレビドラマ初出演。
2015年1月、『週刊プレイボーイ』（集英社）でグラビアデビュー。
2015年4月発売の『non-no』（集英社）6月号にて同誌の専属モデルとなる。
2016年7月、表紙を飾った『週刊プレイボーイ』2016年No.32にてモグラ女子という言葉が登場以降、マスコミでグラビアを行うモデルに対して同語が頻繁に使われるようになり、モグラ女子の代表的存在となる。
2016年12月2日、1st写真集『色っぽょ』（集英社）が発売された。
2017年1月、「グラジャパ・アワード 2016」を受賞。
2017年7月期の『コード・ブルー -ドクターヘリ緊急救命-』THE THIRD SEASONで、フジテレビ「月9」初出演。
2018年、振り袖の一蔵のイメージモデルに選ばれる。
2021年、下着通販「PEACH JOHN（ピーチ・ジョン）」の妹ブランド「GiRLS by PEACH JOHN」の新ミューズに就任。同年10月、馬場の監修でデザインされたコラボ商品を発売。
2023年5月19日発売の7&8月合併号をもって、『non-no』専属モデルを卒業。

## 人物・エピソード
- 趣味は音楽鑑賞、カラオケ、ショッピング[2]。
- 特技は早起き[20]、バレエ[7]。
- 新潟県出身だが本人いわく寒がりでもあり、暑がりでもある[21]。
- 末っ子気質（実際に末っ子である）で、共演者に甘えて引っ張られるタイプと言われている[22]。

### グラビアモデルとして
胸が大きいのがコンプレックスだったが、グラビアで水着になるのをきっかけに胸が武器として活かせると考えられるようになったという。本人曰く、湿度で毎日微妙に胸の大きさが変わる。自信のあるパーツは「くびれ」。
前述の「モグラ女子」という言葉について、動物のモグラしか想像できなく、グラモと呼ばれる方がいいと言及している。

### 仮面ライダードライブ
「仮面ライダードライブ」にはヒロイン・詩島霧子役のオーディションを経た後にメディック役で起用された。ドラマ出演経験の無い馬場の起用は、東映公式サイトでも大抜擢に近かったと称されている。プロデューサーの望月卓は起用の理由について、霧子役のオーディション時点で魅力を感じ、メディックを悪役であるが子供から嫌われないキャラクターにしたかったため、童顔の馬場を選んだと述べている。
人見知りであるため、当初は現場であまり喋らなかったが、後半からは現場で一番喋るように変わっていったという。共演した蕨野友也は「初期はいつも初対面のようであったが、馬場が20才を迎えた頃から変わっていった」と証言している。
第12話でバレエを踊っていたのは、馬場の特技を監督の石田秀範がアドリブで取り入れたことによる。

## 出演

### 映画
- パズル（2014年3月8日、KADOKAWA） - 高井サヤカ 役[注釈 2]
- 仮面ライダーシリーズ（東映） - メディック 役
  - 劇場版 仮面ライダードライブ サプライズ・フューチャー（2015年8月8日）
  - 仮面ライダー×仮面ライダー ゴースト&ドライブ 超MOVIE大戦ジェネシス（2015年12月12日）
- MARS〜ただ、君を愛してる〜（2016年6月18日、ショウゲート） - 丸山夏美 役
- 黒い暴動♥（2016年7月30日、SPOTTED PRODUCTIONS） - 主演・美羽 役[27]
- クハナ!（2016年9月3日、スターキャット） - ハルカ 役[28]
  - スピンオフショートムービー THE FUNATSUYA & KUHANA!
- 劇場版 お前はまだグンマを知らない（2017年7月22日） - ヒロイン・篠岡京 役
- リベンジgirl（2017年12月23日、ソニー・ピクチャーズエンタテインメント） - 仲手川万里子 役[29]
- VERY FANCY（2018年2月11日）[30]
- クソ野郎と美しき世界「ピアニストを撃つな！」（2018年4月6日、キノフィルムズ） - フジコ 役
- 劇場版 コード・ブルー -ドクターヘリ緊急救命-（2018年7月27日、東宝） - 雪村双葉 役
- ライフ・オン・ザ・ロングボード2nd Wave（2019年5月31日） - ヒロイン・工藤美夏 役[31]
- 善悪の屑（公開中止[注釈 3]） - ヒロイン・開成奈々子 役[33]
- 糸（2020年8月21日、東宝） - 後藤弓 役[34]
- AWAKE（2020年12月25日、キノフィルムズ） - ヒロイン・磯野栞 役[35]
- 恋は光（2022年6月17日、ハピネットファントム・スタジオ / KADOKAWA） - 宿木南 役[36][37]
- バイオレンスアクション（2022年8月19日、ソニー・ピクチャーズ エンタテインメント） - ラーメン屋店長 役[38]
- てぃだ いつか太陽の下を歩きたい（2022年9月2日、エムエフピクチャーズ） - 主演・高橋まどか 役[39]
- ひとりぼっちじゃない（2023年3月10日、パルコ） - ヒロイン・宮子 役[40]
- コーポ・ア・コーポ（2023年11月17日、ギグリーボックス） - 主演・辰巳ユリ 役[41]
- 愛に乱暴（2024年8月30日、東京テアトル） - 三宅奈央 役[42][43]
- 愛されなくても別に（2025年7月4日、カルチュア・パブリッシャーズ） - 江永雅 役[44]

### テレビドラマ
- 仮面ライダードライブ 第11話 - 第46話（2014年12月21日 - 2015年9月13日、テレビ朝日） - メディック、羽鳥美鈴 役
  - 手裏剣戦隊ニンニンジャーVS仮面ライダードライブ 春休み合体1時間スペシャル（2015年3月29日、テレビ朝日） - メディック 役
- ダマシバナシ（2015年12月20日、日本テレビ） - 早知 役
- お前はまだグンマを知らない（2017年3月6日 - 27日、日本テレビ） - ヒロイン・篠岡京 役[45]
- ファイナルファンタジーXIV 光のお父さん（2017年4月16日 - 5月28日、毎日放送） - ヒロイン・正田陽子 役[46]
- 怪獣倶楽部〜空想特撮青春記〜（2017年6月4日 - 26日、毎日放送） - ヒロイン・ユリコ 役[47]
- コード・ブルー -ドクターヘリ緊急救命-（フジテレビ） - 雪村双葉 役[15]
  - THE THIRD season（2017年7月17日 - 9月18日）[48]
  - もう一つの日常（2018年7月24日〈23日深夜〉 - 28日〈27日深夜〉）
  - 特別編 -もう一つの戦場-（2018年7月28日）
- 下北沢ダイハード 第8話（2017年9月8日、テレビ東京） - みわ 役[49]
- 恋する香港（2017年10月9日 - 10月30日、毎日放送） - 平川彩 役[50]
- コンフィデンスマンJP 第3話（2018年4月23日、フジテレビ） - 須藤ユキ 役[51]
- 深夜のダメ恋図鑑（2018年10月7日 - 12月9日、朝日放送テレビ） - 主演・古賀円 役[52][注釈 4]
- スキャンダル専門弁護士 QUEEN 第1話（2019年1月10日、フジテレビ） - 白石杏里 役[53]
- 僕の初恋をキミに捧ぐ（2019年1月19日 - 3月2日、テレビ朝日） - 上原照 役[54]
- 百合だのかんだの（2019年5月24日 - 7月12日、フジテレビ） - 主演・篠原百合 役（小島藤子とダブル主演）[55]
- 名もなき復讐者 ZEGEN（2019年8月30日 - 10月18日、関西テレビ） - ヒロイン・李雪蘭 役[56]
- 決してマネしないでください。（2019年10月26日 - 12月14日、NHK総合） - ヒロイン・飯島京子 役[57]
- ねぇ先生、知らないの?（2019年12月6日 - 2020年1月17日、毎日放送） - 主演・青井華 役（赤楚衛二とW主演） [58][59]
- 極主夫道 第8話（2020年11月29日、読売テレビ・日本テレビ） - リサ 役[60]
- 3Bの恋人 絶対に付き合ってはいけない男たちとの危険な恋物語（2021年1月10日 - 3月14日、朝日放送） - 主演・小林はる 役[61]
- DIVE!!（2021年4月15日 - 7月1日、テレビ東京） - ヒロイン・麻木夏陽子 役[62]
- イチケイのカラス 第4話・第9話（2021年4月26日・5月31日、フジテレビ） - 坂間絵真 役[63]
- 警視庁・捜査一課長 Season5 最終話（2021年6月17日、テレビ朝日） - 清水花絵 役[64]
- ドラマ「家、ついて行ってイイですか?」 第2話（2021年8月21日、テレビ東京） - 北野ゆりか 役[65]
- 逃亡医F 第2話（2022年1月22日、日本テレビ） - 島崎咲良 役[66]
- やんごとなき一族（2022年4月21日 - 6月30日、フジテレビ） - 深山（香川）有沙 役[67][68]
- 恋と弾丸（2022年10月28日 - 12月23日、毎日放送） - 主演・ユリ 役（古川雄大とW主演）[69]
- 夫を社会的に抹殺する5つの方法（テレビ東京） - 奥田茜 役
  - Season1（2023年1月11日 - 3月15日） - 主演[70]
  - Season2 第11話（2024年3月19日）
- ギバーテイカー（2023年1月22日 - 2月19日、WOWOW） - 津山聡美 役[71]
- けむたい姉とずるい妹（2023年10月9日 - 11月27日、テレビ東京） - 三島らん 役[72]
- 院内警察（2024年1月12日 - 3月22日、フジテレビ） - 白石葵 役[73]
- アリスさんちの囲炉裏端（2025年1月7日 - 3月11日、BS-TBS） - 主演・水瀬アリス 役[74]
- 私の知らない私（2025年1月9日 - 3月20日、読売テレビ・日本テレビ） - 篠原翠 役[75]

### オリジナルビデオ
- ドライブサーガ
  - 仮面ライダーチェイサー（2016年4月20日） - メディック 役
  - 仮面ライダーマッハ/仮面ライダーハート（2016年11月16日） - メディックの声、羽鳥美鈴 役

### ミュージックビデオ
- ハジ→「約束。」（2016年9月28日） - ヒロイン・ハナ 役[76]
- 阪本奨悟「鼻声」（2017年5月3日）[77]
- FIVE NEW OLD 「Hallelujah」（2021年1月22日）[78]

### ウェブドラマ
- 美しい椅子と女たち 第1話「椅子になった女」・第5話「読む女」（2018年7月1日配信開始、Paravi）[79]
- ドライブサーガ 仮面ライダーブレン（2019年4月28日配信開始、東映特撮ファンクラブ） - メディック 役[80]
- 百合だのかんだの（2019年5月24日配信開始、フジテレビオンデマンド） - 主演・篠原百合 役[81]
- Love⇄distance（2020年6月27日配信開始、Paravi） - アンナ 役[82]
- ショート・プログラム「どこ吹く風」（2022年3月1日配信開始、Amazon Prime Video） - ヒロイン・道子 役[83]
- 潜入捜査官 松下洸平（2023年9月5日 - 19日、TVer） - 本人 役[84][85]
- MALICE（2023年9月14日 - 、U-NEXT） - 河合朱莉 役[86]
- 『I am…』23歳たち「マスタッシュガール」（2024年1月26日配信、FOD / 2月26日、フジテレビ）[87][88][89]
- 外道の歌（2024年12月20日 - 、DMM TV） - 榎加世子 役[90]
- 飛鳥クリニックは今日も雨（2025年4月17日、Lemino） - 美香 役[91]

### 舞台
- ヨミガエラセ屋（2016年3月30日 - 4月3日、新宿村LIVE） - 都築翡翠 役[92]
- つかこうへい 七回忌追悼特別公演『リング・リング・リング』2016（2016年6月23日 - 30日、全労済ホール スペース・ゼロ） - デストロイヤーふみか（デビル奈緒美の妹） 役[93]
- こちらスーパーうさぎ帝国第22回公演「スーパー・パニック・プロポーズ!」 2016（2016年12月8日 - 11日、シアターグリーン BIG TREE THEATER）[94]
- ちるらん 新撰組鎮魂歌（2017年4月7日 - 10日、大阪：森ノ宮ピロティホール / 4月20日 - 30日、東京：天王洲 銀河劇場） - 琴 役[95]
- 秦組Vol.9 らん（2018年1月17日 - 21日、全労済ホール スペース・ゼロ）[96]
- 恐るべき子供たち（2019年5月18日 - 6月2日、KAAT神奈川芸術劇場） - ダルジュロス / アガート 役（1人2役）[97]
- 改竄・熱海殺人事件 ザ・ロンゲストスプリング[注釈 5]（2020年3月17日 - 30日、紀伊國屋ホール / 大阪 / 福岡） - ヒロイン・水野朋子 役[98][99]
- シラノ・ド・ベルジュラック（2022年2月7日 - 2022年2月20日、東京芸術劇場） - ロクサーヌ 役[100]
- TEAM NACS Solo Project 5D2 -FIVE DIMENSIONS II- 戸次重幸『幾つの大罪〜How many sins are there？〜』（2023年4月15 - 23日、東京：EX THEATER ROPPONGI / 4月28日 - 30日、大阪：森ノ宮ピロティホール / 5月5日 - 7日、札幌：カナモトホール） - 編集長・神崎仁美 役
- 奏劇 vol.4『ミュージック・ダイアリー』（2025年6月20日 - 29日、よみうり大手町ホール） - ナザレンコ・ローラ 役[101]

### CM
- あきんどスシロー 食欲の秋2015（2015年）
- 集英社
  - 秋マン!!2016（2016年9月） - 秋マンガール 秋野満 役
    - 第1話 「新人」篇
    - 第2話 「休憩」篇
    - 第3話 「いきなり」篇
    - 第4話 「デート」篇
    - 「総集編」（2016年11月1日）

  - 春マン!!2017 特別映像
    - 第1弾 「胸キュン」篇（2017年3月16日）[102]
    - 第2弾 「ドキドキ」篇（2017年3月22日）[102]
    - 第3弾 「お願い」篇（2017年4月13日）[103]
    - 第4弾 「女将」篇（2017年4月20日）[103]

  - non-no Web CM
    - ノンノ3月号（2020年1月）[104]
    - ふみかのビューカード劇場（2020年3月）[105]
- ロート製薬
  - スキンアクア トーンアップUVエッセンス「彼女のひみつ」篇（2019年3月1日 - ）[106]
  - スキンアクアゴールド「焼かないアクア」篇（2020年3月25日 - ）[107]

### 広告
- 一蔵2018年イメージモデル
- GiRLS by PEACH JOHN（2021年） - ミューズ[17]

### バラエティ
- 痛快TV スカッとジャパン（フジテレビ）
  - 胸キュンスカッと 恋心はクレッシェンド（2016年8月29日）
  - 試供品でメイク母ちゃん（2016年10月24日）
  - スカッとばあちゃん（2016年12月5日） - 新人店員・後藤友美 役
- NEO決戦バラエティ キングちゃん（2016年11月21日 - 12月19日） - マンスリーアシスタント

### ランウェイ
- GirlsAward
  - 2015 SPRING/SUMMER（2015年4月29日）[108]
  - 2015 AUTUMN/WINTER（2015年10月24日）[109]
  - 2016 SPRING/SUMMER（2016年4月9日）[110]
  - 2016 AUTUMN/WINTER（2016年10月8日）[111]
  - 2017 SPRING/SUMMER（2017年5月3日）[112]
  - 2017 AUTUMN/WINTER（2017年9月16日）[113]
  - 2018 SPRING／SUMMER（2018年5月19日）[114]
  - 2018 AUTUMN／WINTER（2018年9月16日）[115]
  - 2019 AUTUMN／WINTER（2019年9月28日）[116]
  - Tokyo Virtual Runway Live by GirlsAward（2020年6月27日）[117]

### イベント
- メンズノンノフェス2016（2016年11月10日）[118]

### 玩具
- DXシフトライドクロッサー&シフトハートロン[注釈 6]（2016年11月） - メディック 役

## 書籍

### 単行本
- ばばたび（2019年11月13日、集英社）

### 写真集
- 色っぽょ（2016年12月2日、集英社、撮影：熊谷貫）ISBN 978-4-0878-0805-6[13]
- デジタル限定 ぜっぴん（2016年12月2日、集英社）[119]
- 春マン!! 2017 Specialコラボ写真集（2017年4月26日、集英社）[120]
- ふみかのまんなか（2021年6月18日、集英社）ISBN 978-4-0879-0039-2[121]

### 雑誌連載
- non-no（2015年4月20日 - 2023年5月19日、集英社） - 専属モデル[122][19]
- Samurai ELO（2016年3月24日・2016年5月25日・2016年7月23日、三栄書房）
- 月刊ジャイアンツ「G-joへの道」（2017年5月24日 - 、報知新聞社）

### カレンダー
- 馬場ふみか2018カレンダーブック（2017年10月18日発売、集英社週刊プレイボーイ特別編集、撮影：三瓶康友）ISBN 978-4-08-102242-7

### その他の書籍
- 新潟美少女図鑑

## 受賞歴
2017年
- LINE BLOG OF THE YEAR 2017 話題賞

2022年
- 第44回ヨコハマ映画祭 最優秀新人賞（『恋は光』）